# Frenología

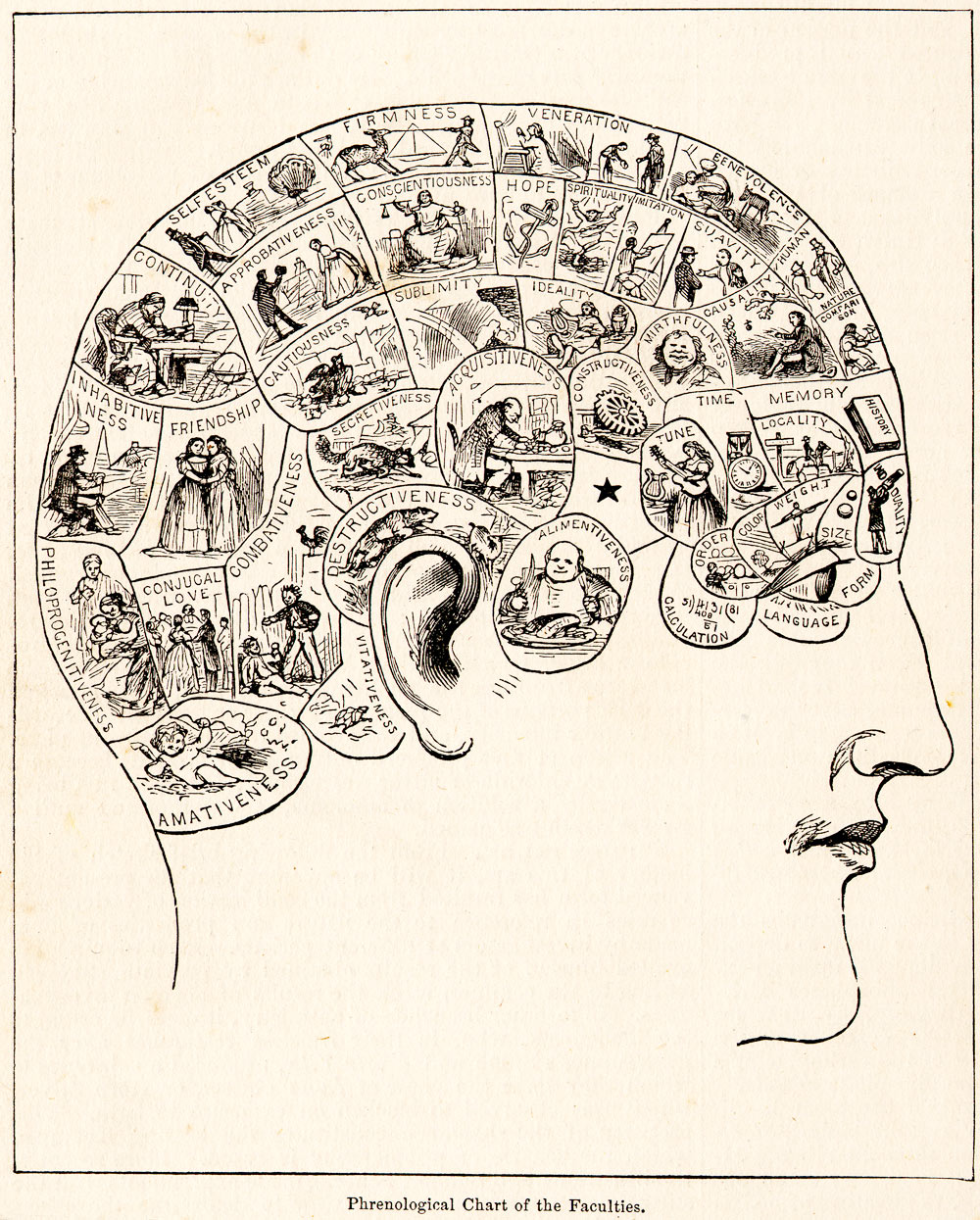
Una ilustración del siglo XIX típica sobre frenología. En la década de 1820, los frenólogos afirmaban que podían medir las «protuberancias» del cráneo de los individuos para predecir los rasgos de su personalidad. Desacreditada fuertemente en la década de 1840, fue la primera disciplina en ser llamada pseudociencia y es considerada como tal hasta el día de hoy.

La frenología (del griego: φρήν, fren, 'mente', y λόγος, logos, 'conocimiento') es una antigua teoría pseudocientífica, sin ninguna validez en la actualidad, que afirmaba la posible determinación del carácter y los rasgos de la personalidad, así como las tendencias criminales, basándose en la forma del cráneo, cabeza y facciones.

## Historia

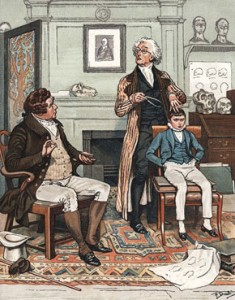
Según la teoría de Lombroso, "un golpe en la región de la benevolencia sería una señal de que esta característica era abundante en el dueño del cráneo. La frenología fue bien recibida en la sociedad victoriana inglesa".

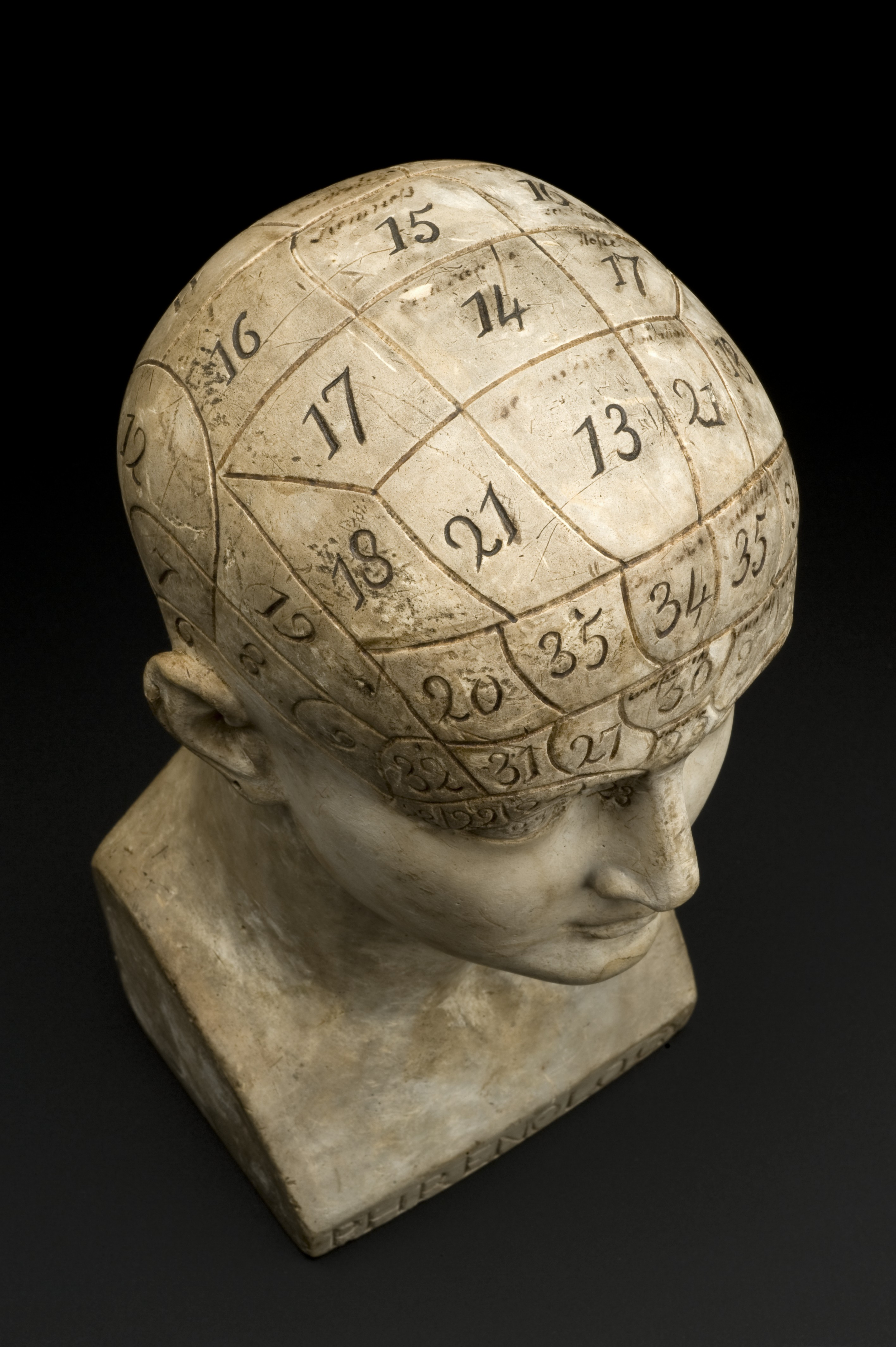
Busto frenológico.

Fue desarrollada alrededor de 1800 por el neuroanatomista alemán Franz Joseph Gall y extremadamente popular durante el siglo XIX; hoy en día es considerada una pseudociencia. Sin embargo, ha merecido cierto mérito como protociencia por su contribución a la ciencia médica con su idea de que «el cerebro es el órgano de la mente», y que ciertas áreas albergan funciones específicamente localizadas.
La frenología fue popularizada en la Inglaterra victoriana por el abogado escocés George Combe, el cual llegó a fundar la sociedad frenológica de Edimburgo. Combe reunió los postulados del doctor Gall en la obra A System of Phrenology (1830). Como se puede leer en algunos pasajes, Gall da una explicación sobre la localización del deseo sexual en el cerebro:

El doctor Gall descubrió la función de este órgano tal como sigue: Era el médico de una viuda de carácter irreprochable la cual estaba afectada por unos problemas nerviosos que la conducían a un estado severo de ninfomanía. En la violencia de sus ataques, el doctor sujetó su cabeza y se sorprendió por el largo tamaño del cuello y el calor que desprendía. Mediante posteriores observaciones investigó la idea que le sugirió este suceso y llegó a su conclusión final.

Dicha obra también contenía ideas polémicas de la frenología que reafirmaban el racismo imperante de la época.
El siguiente fragmento del texto trata sobre la inferioridad de la raza amerindia:

El aspecto de los nativos americanos es todavía más deplorable. Envueltos durante siglos por el conocimiento, emprendimiento, energía y la incitación a la mejora de las instituciones europeas. Permanecen, en el tiempo presente, tan miserables, nómadas, sin hogar y sin ley como lo eran sus ancestros cuando Colón puso pie en su suelo.

A pesar del interés de Combe y otros estudiosos de la frenología en agrandar su prestigio como supuesta ciencia, esta nunca llegó a tener consideración en los entornos universitarios (generalmente compuestos de personas de clase alta), siendo objeto de interés entre ciudadanos de clase más modesta.

## Definición
Sus principios establecían que el cerebro es el órgano de la mente, y que este posee un conjunto de facultades mentales, cada una representada particularmente por una parte diferente u «órgano» del cerebro. Estas áreas eran consideradas proporcionales a las propensiones individuales de la persona y de sus facultades mentales. Las diferencias entre las distintas áreas estaría reflejada en la forma exterior del cráneo.

## La frenología en las áreas modernas
La frenología, que se ocupa de la personalidad y el carácter, difiere de la craneometría (el estudio del peso, tamaño y forma del cráneo), así como de la fisionomía (estudio de los rasgos faciales). Sin embargo, todas estas disciplinas aseguran predecir conductas o capacidades intelectuales. En un tiempo fueron practicadas intensamente en el campo de la antropología/etnografía y en ocasiones utilizadas para «justificar» el sexismo. La premisa básica de la frenología sobre que la personalidad está determinada por la forma del cráneo es considerada falsa por casi todo el mundo.